# فرانك ألكسندر
فرانك ألكسندر (بالإنجليزية: Frank Alexander) هو لاعب كرة قدم أمريكية ولاعب كرة قدم كندية أمريكي، ولد في 17 ديسمبر 1989 في باتون روج في الولايات المتحدة.

## وصلات خارجية
- فرانك ألكسندر على موقع إي إس بي إن.كوم (أن.أف.أل)3
- فرانك ألكسندر على موقع مرجع كرة القدم المحترفة.كوم (الإنجليزية)